# 15551 Педок
15551 Педок (15551 Paddock) — астероїд головного поясу, відкритий 27 березня 2000 року.
Тіссеранів параметр щодо Юпітера — 3,195.
Названо на честь Джорджа (народився у 1918 році) та Кортні Педок (народилась у 1914 році), які займалися астрономією, планетологією та дослідженням космосу людьми та роботами.